# فن التوقيع
فن التوقيع التوقيعات فن نثري عُرف قبل العصر الأموي (41هـ- 132هـ)، وإن قال البعض: إنه أموي النشأة.
و قبل تناول هذا الفن نعرض لـه من الناحية اللغوية، فهو مصطلح مأخوذ من (وقعت الإبل) أي اطمأنت بالأرض بعد التشبع بشرب الماء، وذلك لأن الكاتب الموقع يطمئن إلى تصرفه للأمر، وحسن قضائه فيه، ومنها وقع ظنه على الشئ أي قدره، لأن الموقع يكتب رأيه بعد تدبر [ابن منظور، لسان العرب، مادة وقع]. ومنه: وقع في الكتاب، أي بيَّن في إيجاز رأيه فيه بالكتابة، والتوقيع ما يُعلق به الرئيس على كتاب أو طلب برأيه فيه [مجمع اللغة العربية بالقاهرة، المعجم الوجيز، مادة وقع].
والتوقيعات فن نثري له صلة بفن الرسائل من حيث المضمون، فإذا كانت الرسالة تتضمن مطلباً يُراد تحقيقه من خلال بناء فني لها، فإن التوقيعات مع إيجازها تعد بمثابة جوابٍ للرسالة. والتوقيعات عبارة موجزة، سليمة التركيب، دقيقة الفكرة، مركزة، تحمل رأي كاتبها في شكوى، أو مسألة من المسائل، أو تعليقه على موقف معين.
عرفت التوقيعات منذ عهد الخليفة الراشد عمر بن الخطاب ، إبان فتوحاته الإسلامية، نظراً لضرورة هذا الفن، وملاءمته لظروف المجتمع الإسلامي في ذلك الوقت.
فن عربي أصيل:
وفي هذا السياق يمكن لنا أن نرد على من رأى أن فن التوقيعات قد أخذه العرب عن الفرس، وذلك بالأدلة التالية:
1 ـ إن العرب قد عرفوا هذا الفن قبل أن يتصلوا بالفرس اتصالاً مباشراً، كما أنه لا فرق بين توقيعاتهم قبل اتصالهم بالفرس، وبعد أن اتصلوا بهم.
2 ـ التوقعيات قائمة على ما يلائم النظرة العربية التي تميل بفطرتها إلى الإيجاز، ومقدرة على البيان، وسرعة خاطر.
نعود لنقول: حين اتسعت رقعة الدولة الإسلامية، وتنوعت شؤونها، وكثرت مطالب الناس وحاجاتهم، وتطلبت بعض المواقف سرعة البت فيها، ومع كثرة شواغل الخلفاء والحكام والقادة، وتمكنهم من اللغة العربية، ودقتهم في التفكير، وسرعة بديهتهم.
كل ما سبق أدى إلى ظهور هذا اللون الجديد من الكتابة، الذي سمي بالتوقيعات، وكما أسلفنا فإن هذا الفن نشأ في عهد الفاروق/ عمر بن الخطاب (رضي الله عنه)، ثم استمر في العصر الأموي، ثم زاد اهتمام الكتاب، والخلفاء، ورجال الدولة به في العصر العباسي (132هـ- 656هـ)، واشتهر بالمهارة والتجويد في الكثير من الخلفاء، والوزراء، والكتّاب. وفيما يلي سنذكر لك طائفة من التوقيعات كتبت في العصر الأموي، وطائفة أخرى كتبت في العصر العباسي، معلقين على الطائفتين، موضحين أهم خصائصهما قدر الطاقة والإمكان.

## طائفة من التوقيعات في العصر الأموي
1. كتب ربيعة بن عسل اليربوعي إلى معاوية بن أبي سفيان ، يسأله أن يعينه على بناء دار له بالبصرة العراقية، بإثنى عشر ألف جذع من النخل، فوقَّع معاوية على رسالته بقوله: «أدارك في البصرة، أم البصرة في دارك؟!».
2. وكتب مسلم بن عقبة المري إلى يزيد بن معاوية، بما فعله بأهل المدينة في واقعة الحرة، فوقَّع في أسفل الكتاب بقوله: «فلا تأس على القوم...».
3. وكتب الحجاج بن يوسف الثقفي إلى عبد الملك بن مروان، يخبره بقوة عبد الرحمن بن الأشعث، فوقَّع على الكتاب بقوله: «بضعفك قوي، وبخوفك طمع».
4. وكتب قتيبة بن مسلم إلى سليمان بن عبد الملك، يتهدده بالخلع، فوقَّع سليمان بقوله: «والعاقبة للمتقين».
5. وكتب بعض عمال عمر بن عبد العزيز، إليه يستأذنه في أن يرمم أو يصلح من شأن المدينة التي يتولاها، فوقَّع عمر بقوله: «ابنها بالعدل، وطهر طرقها من الظلم».

[أحمد بن عبد ربه، العقد الفريد، 5/393].

### أهم الخصائص الفنية للتوقيعات الأموية
- الإيجاز في التوقيع، مع احتواء الرسالة على المضمون.
- يكون التوقيع رداً على رسالة مكتوبة، فهي بمثابة تأشيرة للتنفيذ.
- التقسيم المنطقي بعيداً عن السجع المتكلف.
- قد تكون التوقيعة جزءاً من آية من آيات القرآن الكريم، أو مقتبسة منه.
- تكون التوقيعة عتاباً، أو سؤالاً استنكارياً، أو تكون توضيحاً، وهي بذلك تدل على مهارة المتلقي للرسالة، وسرعة بداهته، وبلاغته.
- غالباً ما تكون التوقيعة بين رئيس ومرؤوس، فهي أشبه ما تكون بالتأشيرات الحكومية التي نعرفها الآن.
- تعتمد التوقيعة على الأفعال، أكثر من اعتمادها على الأسماء، لأنها بطبيعة الحال ترد على أحداث حدثت، والمطلوب بيان المواقف من هذه الأحداث.

نقول: لقد ظهرت التوقيعات قبل العصر الأموي، واستمرت في العصر الأموي، واشتدت ظهوراً في العصر العباسي، نظراً لأنها صارت مهنة رسمية معترف بها.
يقول ابن خلدون: ومن خطط الكتابة التوقيع، وهو أن يجلس الكاتب بين يدي السلطان في مجال حكمه وفصله، ويوقع على القصص المرفوعة أحكامها، والفصل فيها، متلقاة من السلطان بأوجز لفظ وأبلغه [ابن خلدون، المقدمة، 619].

## طائفة من التوقيعات في العصر العباسي
1. رفع صاحب خرسان إلى المنصور العباسي عبد الله أبو جعفر، رسالة، ظهر للخليفة منها أن عامله أساء في التصرف، فوقَّع عليها بقوله: «شكوت فأشكيناك، وعتبت فأعتبناك، ثمَّ خرجت على العامة، فتأهب لفراق السلامة». و(أشكيناك) أي أنصفناك، وقضينا على أسباب شكايتك، و (أعتبناك) أي قبلنا عتبك. والمنصور هنا يخبر عامله على خرسان الذي أساء التصرف بأنه أحسن إليه، ولكنه أساء إلى الناس، فوجب عزله على الفور.
2. وكتب إلى المنصور أيضاً عامله بمصر، يشكو نقصان نهر النيل، فوقَّع على الكتاب بقوله: «طهر عسكرك من الفساد، يعطك النيل القياد». ومعنى (القياد) الزمام، والمراد وفرة الخير، والمنصور العباسي هنا يبين لعامله بمصر أن الفساد، وما يرتكبه جنوده من موبقات، هو السر في نقصان نهر النيل، وأن هذا النقصان ما هو إلا عقاب من الله تعالى، لا يزول إلا بصلاح الحال والأحوال.
3. ورفعت إلى الخليفة المهدي محمد أبو عبد الله، قصة رجل حبس في دم، فوقَّع فيها بقوله: «ولكم في القصاص حياة». والقصاص هو إقامة الحد على الجاني، والمهدي يبين في توقيعه أن من قتل فجزاؤه القتل، وبهذا يعم الاستقرار والسلام المجتمع، وهذه إشارة من المهدي بأن الواجب قتل هذا الرجل.
4. وبعث إلى الخليفة المهدي أيضاً عامله بأرمينيا يشكو له سوء طاعة الرعية، فوقَّع إليه بقوله: «خذ العفو، وأمر بالعرف، وأعرض عن الجاهلين». والعرف هو: المعروف، والجاهلين: المعتدين، والمراد هنا: السفهاء والحمقى. والمهدي يأمر عامله بأن يأمر بالمعروف، ويعفو عن أصحاب الهفوات، ويتجنب السفهاء والحمقى قدر الإمكان.
5. ووقَّع الخليفة هارون الرشيد إلى صاحب خراسان، وقد بدا تذمر الرعية عليه: «داو جرحك لا يتسع». فهو ينصح عامله بخرسان أن يتدارك أمره، ويحسن معاملة الناس قبل فوات الأوان.
6. ووقَّع الخليفة الرشيد أيضاً في حادثة البرامكة، بقولـه: «أنبتتهم الطاعة، وحصدتهم المعصية». الرشيد يبيّن رأيه في حادثة البرامكة، فيقول: إنهم حين كانوا مطيعين، يفون بالعهد للخلفاء، عظم شأنهم، وحين خانوا قضت عليهم خيانتهم. وقولـه (أنبتتهم الطاعة، وحصدتهم المعصية): شبه فيه البرامكة وقد ظهروا بسبب إخلاصهم، بالبذور التي تنمو، وتترعرع، ثمَّ شبههم وقد نكبوا بسبب تمردهم وخيانتهم بالزروع التي تحصد، ثمَّ حذف المشبه به في كل من الصورتين، وأبقى في الكلام ما يدل عليه وهو أنبتت، وحصدت، وهما استعارتان مكنيتان، سر جمالهما أنهما يظهران أثر الطاعة، وأثر المعصية في صورة مادية ملموسة هي صورة البذور وهي تنمو، والزروع وهي تحصد.
7. ووقَّع المأمون العباسي، عبد الله أبو العباس، في قصة عامل كثرت منه الشكوى: «قد كثر شاكوك، وقل شاكروك، فإما اعتدلت، وإما اعتزلت». فالمأمون العباسي يأمر عامله الذي كثرت منه الشكوى، وتضجر الناس منه، يأمره بالاعتدال في الحكم، وإلا عزله عن العمل.

### خصائص وأسباب التوقيعات العباسية
إن التوقيعات في العصر العباسي لا تختلف كثيراً في أسلوبها عن التوقيعات في العصر الأموي، فهي تعتمد في أسلوبها على التركيز والوضوح في الفكرة، والإيجاز في الصورة، وجمال التصوير، ولطف الإشارة. أمَّا عن الأسباب التي أدت إلى شيوع واستمرار هذا الفن في العصر العباسي، فيمكن لنا أن نجملها فيما يلي: تنوع شئون الدولة، وكثرة حاجات الناس ومطالبهم، وطبيعة المواقف التي تتطلب بتاً سريعاً، ودقة تفكير القادة، وتمكنهم من اللغة العربية، واتساع ثقافتهم.
وكما يذهب بعض الباحثين، فإننا نجد في العصر العباسي التأثر بالآداب والثقافات الأجنبية، مثل: الفارسية، والهندية، واليونانية، ولكن رغم ذلك فقد كان للعرب أصالتهم في فن الإيجاز الذي ظهر جلياً واضحاً في أمثالهم وحكمهم ثمَّ توقيعاتهم. وقد برع من أصحاب التوقيعات في العصر العباسي: أبو جعفر المنصور، وابنه المهدي محمد أبو عبد الله، وهارون الرشيد، وابنه المأمون عبد الله أبو العباس، وكثير من وزراء الدولة العباسية.
ومما لاشك فيه أن التوقيعات ازدهرت في العصر العباسي الأول، استمراراً لازدهارها في العصر الأموي، ثمَّ ضعف شأنها، حين مال النثر الفني إلى الصنعة والإطالة، وذلك لأنَّ قوام التوقيعات هو الإيجاز والتركيز. وختاماً لهذه السطور ندعو الباحثين إلى دراسة علمية منهجية لفن التوقيعات، ذلك الفن الذي نسيناه أو تجاهلناه، فلعل هذه الدراسة تكشف لنا عن أبعاد نفسية واجتماعية وأدبية وسياسية يمكن أن يوضحها لنا هذا الفن النثري الأصيل في أدبنا العربي.